# Делетр, Антуан Шарль Бернар
Антуан Шарль Бернар Делетр (фр. Antoine Charles Bernard Delaitre; 1776—1838) — французский военный деятель, генерал-лейтенант (1831 год), барон (1808 год), участник революционных и наполеоновских войн. Имя генерала выбито на Триумфальной арке в Париже.

## Биография
5 ноября 1794 года закончил военную школу в Тироне в звании младшего лейтенанта. Начав военную службу, стал адъютантом генерала Канкло. 21 апреля 1798 года в качестве адъютанта генерала Каффарелли был зачислен в Восточную армию генерала Бонапарта, и принял участие в Египетской экспедиции. 5 ноября 1798 года стал адъютантом генерала Клебера. Был ранен в ходе осады Акры, затем участвовал в битве при Гелиополисе. В декабре 1800 года, после убийства Клебера, Делетр вернулся во Францию.
15 апреля 1802 года назначен капитан-квартирмейстером и ответственным за реорганизацию эскадрона мамелюков гвардии консулов. Принимал участие в знаменитой атаке гвардейской кавалерии при Аустерлице. 18 декабря 1805 года возглавил эскадрон мамелюков. Участвовал в кампаниях 1806-07 годов. 25 декабря 1806 года был ранен пулей, убившей его лошадь, в кавалерийской стычке у Лопачина. В сражении при Прейсиш-Эйлау Делетр вновь проявил себя с лучшей стороны. 6 апреля 1807 года получил звание майора гвардии, и был направлен Императором в Варшаву, где вместе с Пьером Дотанкуром занимался созданием полка шеволежеров-улан Императорской гвардии. В новой должности отличился в сражениях при Сомосьерре и при Ваграме.
В 1810 году возглавил 1-й маршевый кавалерийский полк Императорской гвардии в Испании. 27 января 1812 года произведён в полковники, стал командиром 7-го конно-егерского полка. Однако уже 26 апреля 1812 года получил звание бригадного генерала, и с 22 июля 1812 года командовал 30-й бригадой лёгкой кавалерии 9-го армейского корпуса Великой Армии. Участвовал в Русской кампании. 27 ноября 1812 года был ранен при Борисове и 29 ноября попал в плен при капитуляции 12-й пехотной дивизии генерала Партуно при переправе через Березину. Был сослан в Олонецкую губернию, проживал на частной квартире в Петрозаводске, имел адъютанта.
1 сентября 1814 года вернулся во Францию. 16 марта 1815 года получил должность в генеральном штабе армии. Во время «Ста дней» присоединился к Императору, и получил под своё начало бригаду лёгкой кавалерии в 3-м корпусе, но из-за проблем со здоровьем не смог приступить к исполнению обязанностей. С 14 апреля 1815 года занимался организацией Национальной гвардии в департаменте Марна.
В августе 1815 года, после второй Реставрации Бурбонов, был определён в резерв. В 1816-17 годах исполнял обязанности инспектора пехоты, кавалерии и жандармерии. 8 сентября 1830 года назначен начальником Кавалерийской школы в Сомюре. В 1832 годах инспектирует жандармерию в 4-м, 12-м и 13-м военных округах. С июня 1834 года и до самой смерти занимал пост инспектора жандармерии Западных департаментов.

## Воинские звания
- Младший лейтенант (5 ноября 1794 года);
- Лейтенант (5 ноября 1798 года);
- Капитан (2 сентября 1799 года);
- Командир эскадрона гвардии (18 декабря 1805 года);
- Майор гвардии (6 апреля 1807 года);
- Полковник (27 января 1812 года);
- Бригадный генерал (26 апреля 1812 года);
- Генерал-лейтенант (27 февраля 1831 года).

## Титулы
- Барон Делетр и Империи (фр. baron Delaitre et de l'Empire; декрет от 19 марта 1808 года, патент подтверждён 29 июня 1808 года)[2].

## Награды
Легионер ордена Почётного легиона (14 июня 1804 года)
 Офицер ордена Почётного легиона (14 марта 1806 года)
 Кавалер военного ордена Святого Людовика (24 сентября 1814 года)
 Командор ордена Почётного легиона (18 мая 1820 года)